# Bulbophyllum picturatum
Bulbophyllum picturatum là một loài phong lan thuộc chi Bulbophyllum.